# Long Live Rock 'n' Roll
Long Live Rock 'N' Roll è il terzo album in studio dei Rainbow.

## Tracce
1. Long Live Rock 'n' Roll – 4:21 –  (Ronnie James Dio, Ritchie Blackmore)
2. Lady of the Lake – 3:39 –  (Dio, Blackmore)
3. L.A. Connection – 5:02 –  (Dio, Blackmore)
4. Gates of Babylon – 6:49 –  (Dio, Blackmore)
5. Kill the King – 4:29 –  (Dio, Blackmore, Cozy Powell)
6. The Shed (Subtle) – 4:47 –  (Dio, Blackmore, Powell)
7. Sensitive to Light – 3:07 –  (Dio, Blackmore)
8. Rainbow Eyes – 7:11 –  (Dio, Blackmore)

### 2012 Deluxe Edition
Il primo disco contiene l'album senza bonus tracks

### Disco due
1. Lady of the Lake – 3:50 – Mix grezzo, 4 luglio 1977
2. Sensitive to Light – 3:03 – Mix grezzo, 4 luglio 1977
3. L.A. Connection – 5:33 – Mix grezzo, 4 luglio 1977
4. Kill the King – 4:27 – Mix grezzo, 4 luglio 1977
5. The Shed (Subtle) – 3:36 – Mix grezzo, 4 luglio 1977
6. Long Live Rock 'n' Roll – 4:19 – Mix grezzo, 4 luglio 1977
7. Rainbow Eyes – 6:55 – Mix grezzo, 4 luglio 1977
8. Long Live Rock 'n' Roll – 6:56 – registrazione agli Shepperton Film Studios, Agosto 1977
9. Kill the King – 4:42 – registrazione agli Shepperton Film Studios, Agosto 1977
10. Long Live Rock 'n' Roll – 3:31 – Live al Don Kirschner Show, Maggio 1978
11. L.A. Connection – 5:10 – Live al Don Kirschner Show, Maggio 1978
12. Gates of Babylon – 6:35 – Live al Don Kirschner Show, Maggio 1978
13. L.A. Connection – 5:11 – Versione inedita dal Don Kirschner Show, Maggio 1978
14. Gates of Babylon – 6:43 – Versione inedita dal Don Kirschner Show, Maggio 1978

## Formazione
- Ronnie James Dio - voce
- Ritchie Blackmore - chitarra, basso
- Bob Daisley - basso
- David Stone - tastiere
- Cozy Powell - batteria